# Barh Köh
Barh Köh là một tỉnh của Chad ở vùng Moyen-Chari, một vùng của Chad với thủ phủ là Sarh.

## Hành chính
Tỉnh gồm 5 phó tỉnh (sous-préfectures):
- Balimba
- Korbol
- Koumogo
- Moussa Foyo
- Sarh